# Tricrania sanguinipennis
Tricrania sanguinipennis är en skalbaggsart som först beskrevs av Thomas Say 1823.  Tricrania sanguinipennis ingår i släktet Tricrania och familjen oljebaggar. Inga underarter finns listade i Catalogue of Life.